# Fiú

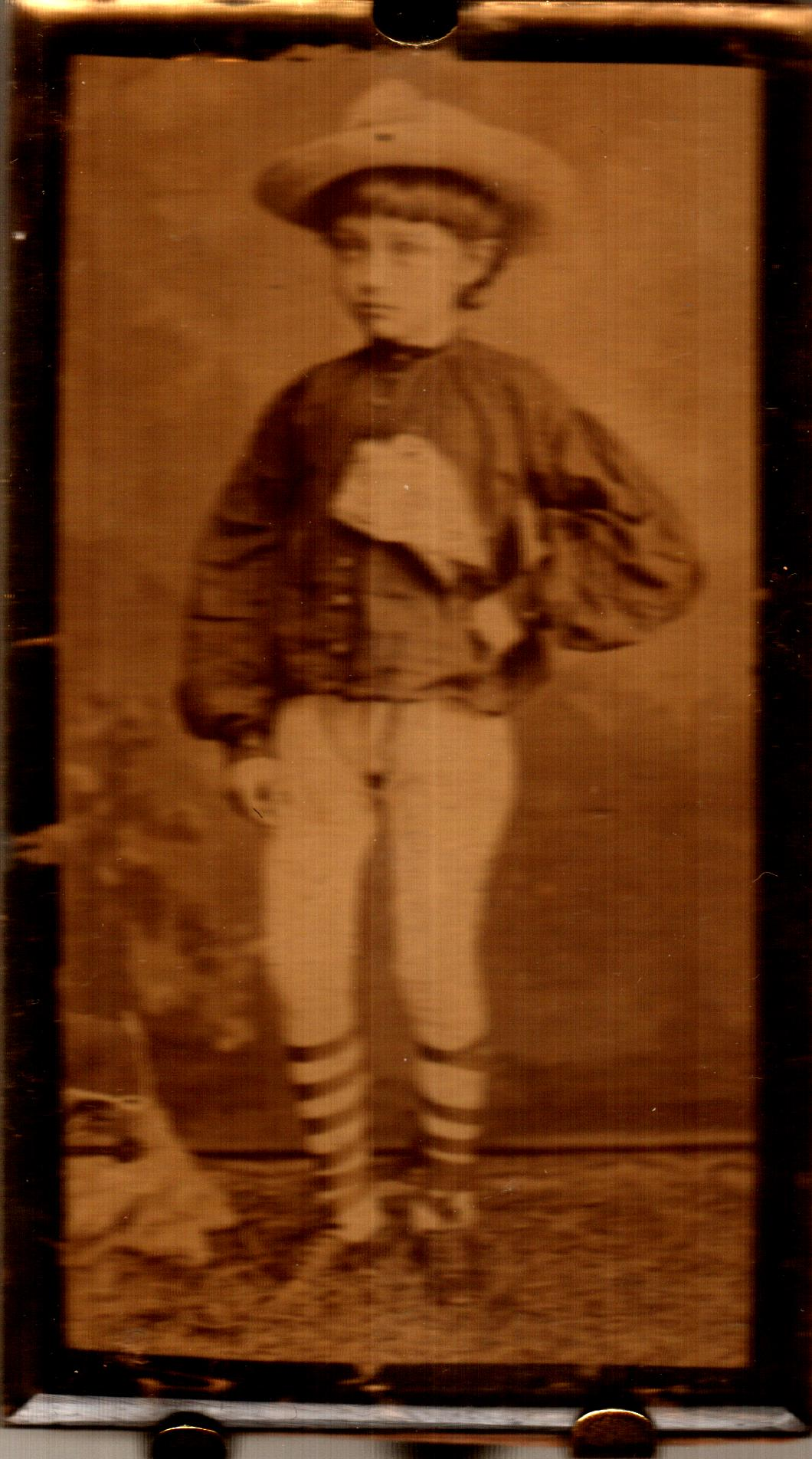
Fiú Budapesten - 1884

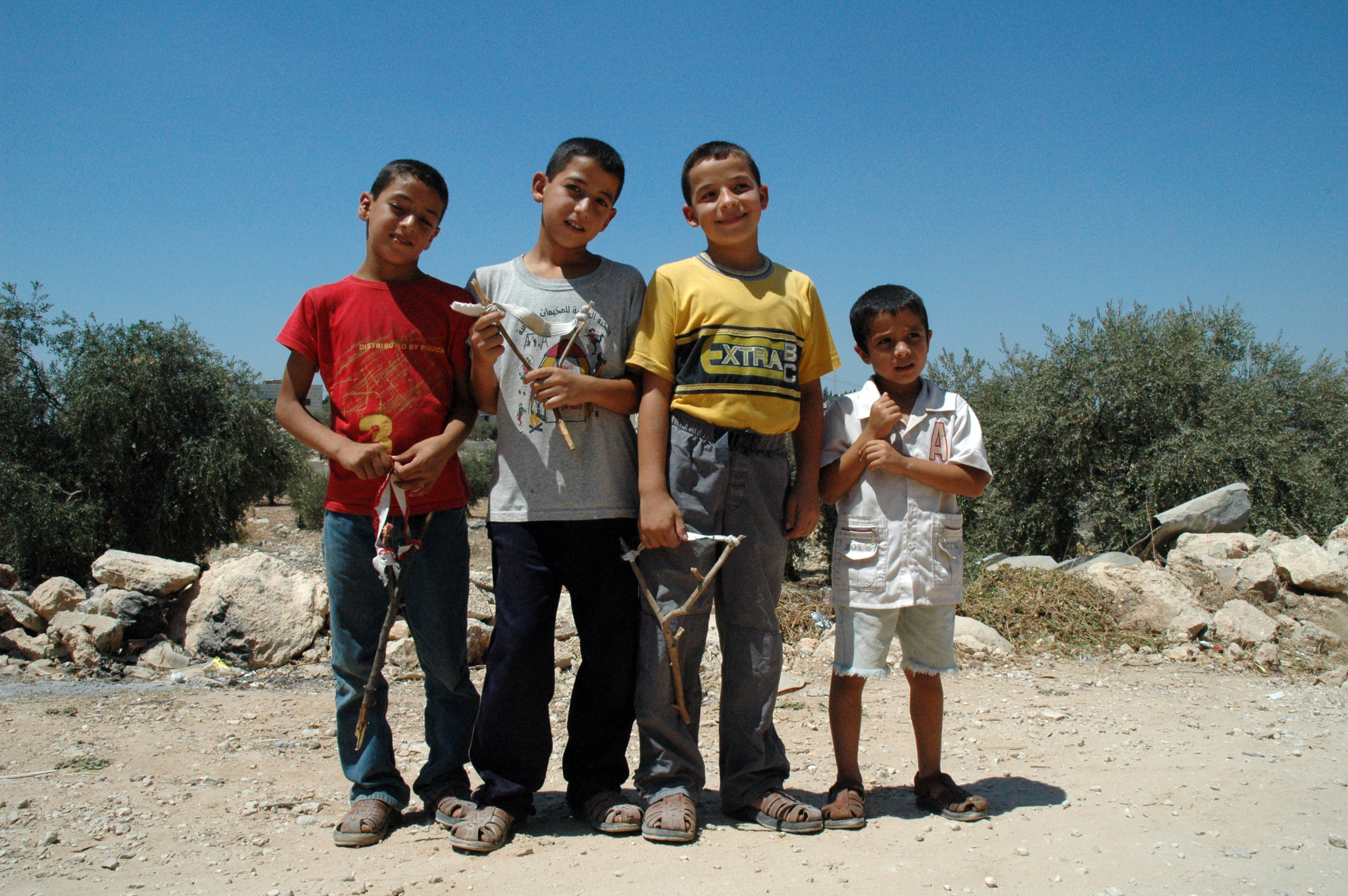
Négy fiú Palesztinában

A fiú a hímnemű gyermek elnevezése. Nőnemű megfelelője a lány. A fiú felnőttkorra férfivá érik. A 10-18 év közötti, pubertáskorú fiút serdülő fiúnak, kamasznak, tinédzsernek, régiesebb kifejezéssel sihedernek, suhancnak nevezik. A köznyelvben néha felnőtt férfiakra is használjuk ezt a kifejezést.

## Születés
A születendő gyermek nemét egyetlen kromoszómapár határozza meg, míg a többi 22 kromoszómapár felelős az összes egyéb genetikailag meghatározott testi és lelki tulajdonságért, mint például a magasság vagy a szem és a haj színe, a temperamentumtípus vagy a veleszületett adottságok.

## Pubertáskor
A pubertáskor alatt fejlődik ki a másodlagos nemi jelleg a gyerekeknél. Ekkor a férfi nemi hormonok elkezdenek termelődni a herékben. Ez a hormon szabályozza az ivarszervek kifejlődését, működését. Segít még a  férfias külső megjelenését kialakítani. Ekkor erős csontozat, izomzat és az ennek megfelelő erőteljes alkat kifejlődik. Ennek a következménye az lesz, hogy a fiú elkezd mutálni, mélyebb lesz a hangja. A hormonváltozás a szőrzet erősítéséért és a szőrzet dúsabbá válásáért is felel.
Tizenéves kortól a fiúk és lányok közötti párkapcsolathoz kötődnek a barát és barátnő szavak. Ennek veszélyei vannak, mert ha a fiatalok nincsenek tisztában a kockázatokkal (pl. HIV, nem kívánt terhesség), akkor sok kellemetlenséget hozhat rájuk. A fiataloknak ügyelniük kell, hogy ez ne forduljon elő.

## Fiúk a művészetben
A gyermekeket sokáig a művészetben kis méretű felnőttként ábrázolták, nem örökítették meg a gyermekek és a felnőttek közötti anatómiai arányrendszerből adódó különbségeket. A későbbi művészeti korok során már nagyobb fejjel, vastagabb karokkal ábrázolják őket.

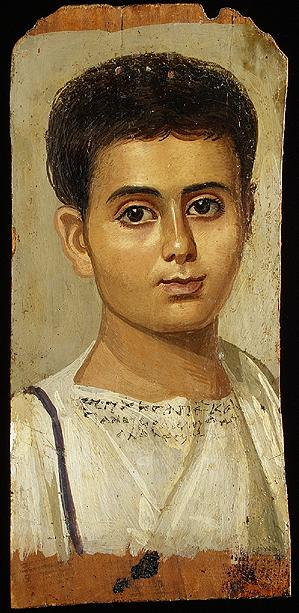
Római-egyiptomi temetési portré
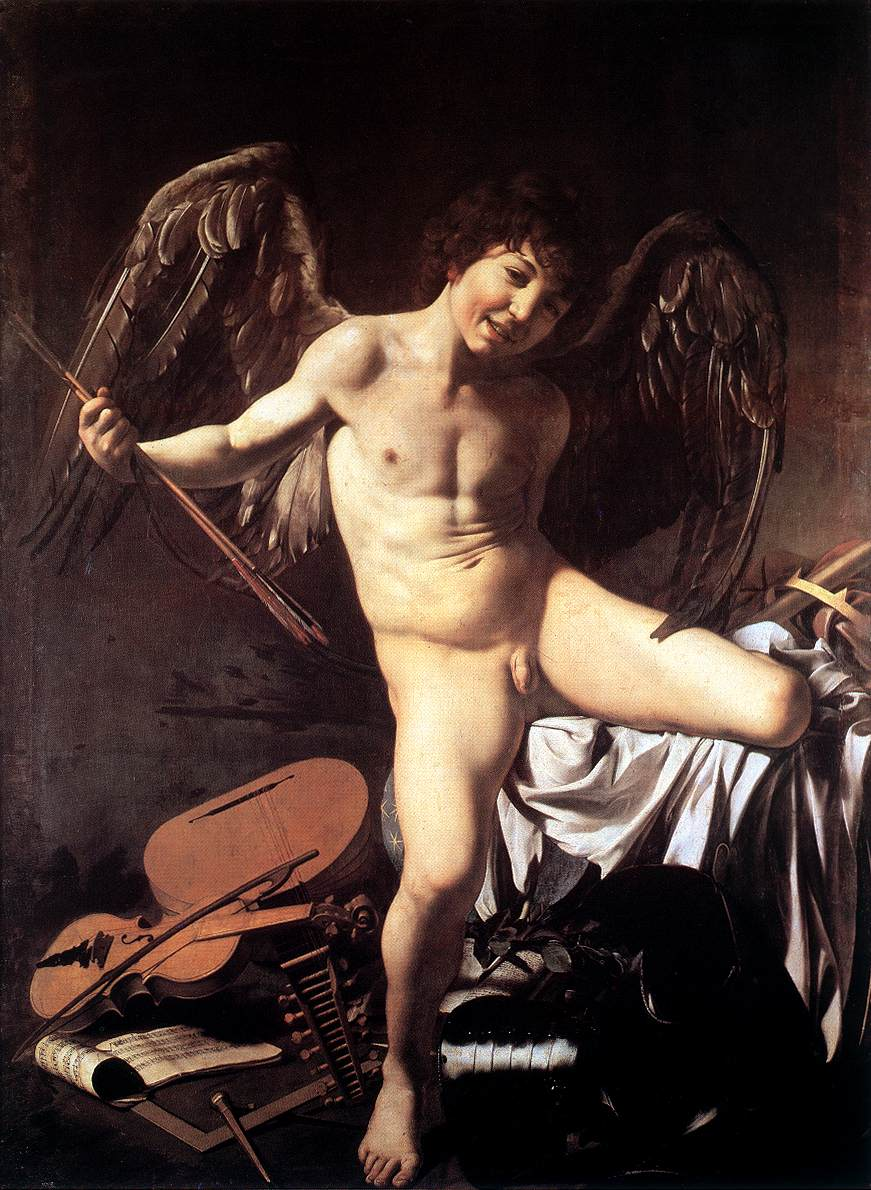
Amor Victorious. 1602–03 Caravaggio
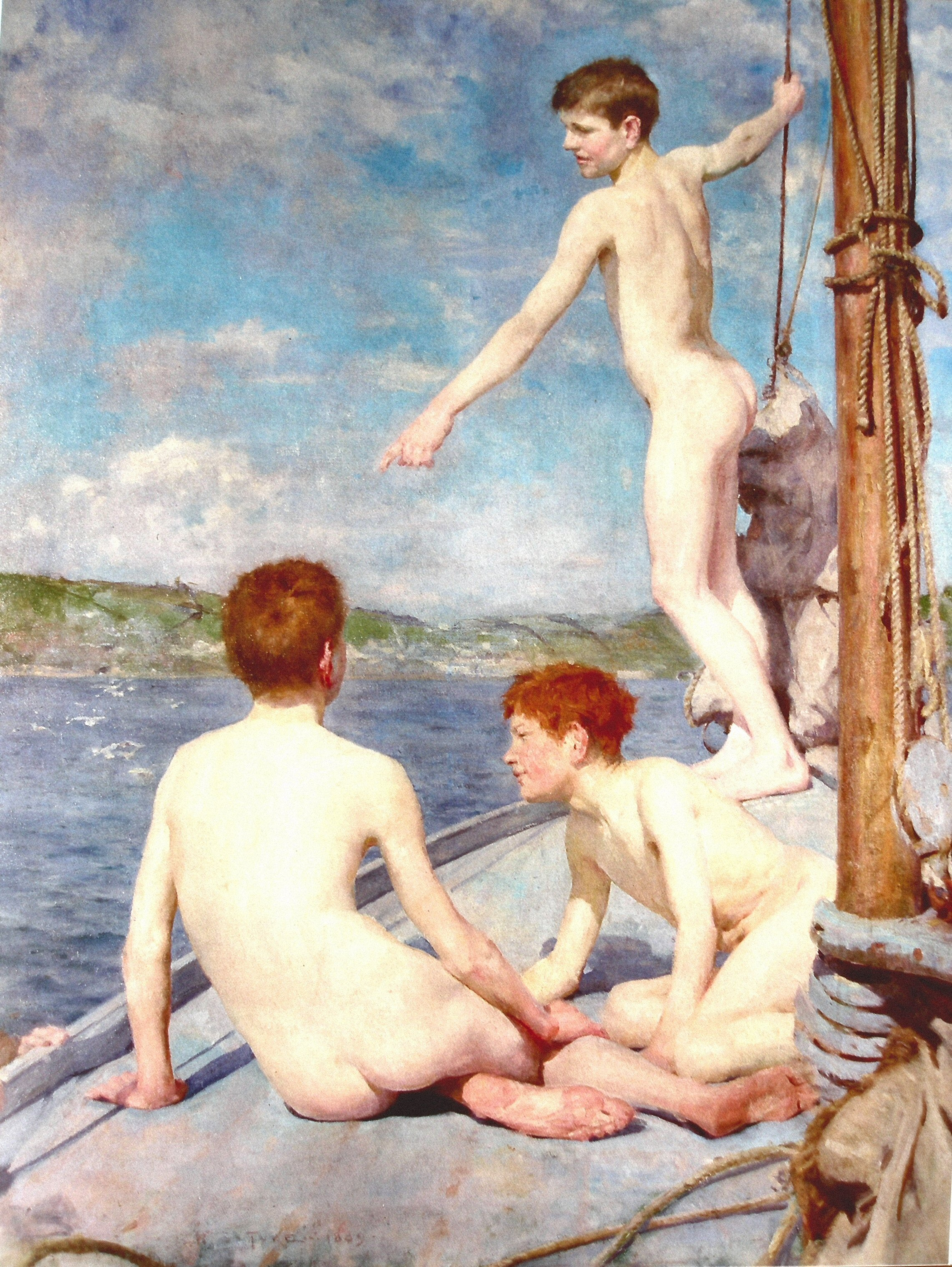
A fürdőzők
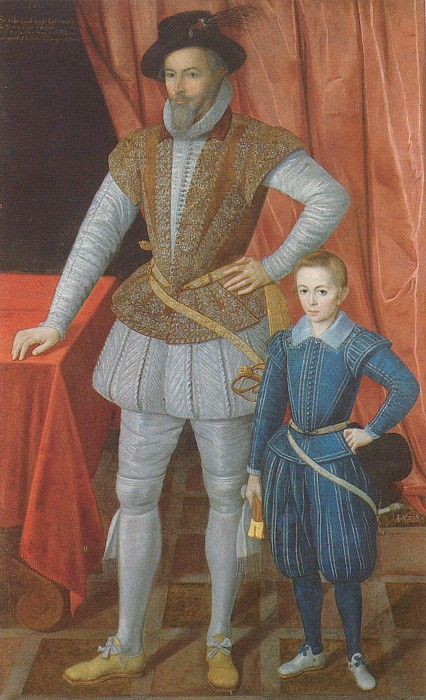
Sir Walter Raleigh és fia, (1602)